# 민나 레흐톨라
민나 헬레나 레흐톨라(핀란드어: Minna Helena Lehtola, 1967년 1월 24일 ~ )는 핀란드의 은퇴한 펜싱 선수로 주 종목은 에페이다. 결혼 전 성은 캐리애이넨(핀란드어: Kääriäinen)이다. 1994년  아테네에서 열린 세계 선수권 대회에서 개인전 동메달을 획득하였다. 이후 애틀랜타에서 열린 올림픽에 참가하였다.